# Difensore
Il difensore, in alcuni sport di squadra, è il giocatore che viene chiamato a difendere la propria squadra dall'azione degli attaccanti della squadra avversaria.

## Baseball

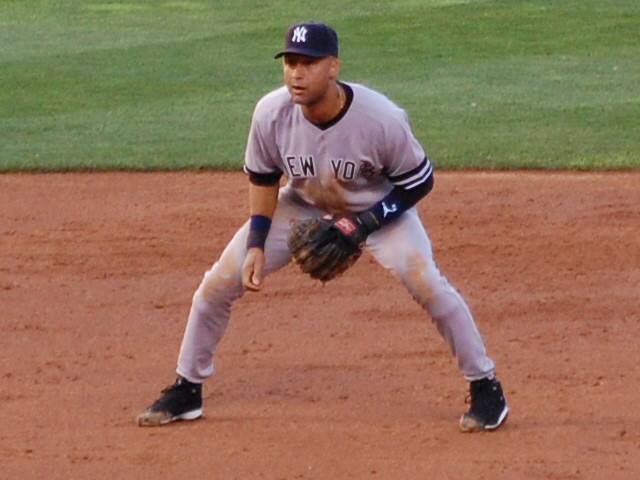
Derek Jeter, interbase dei New York Yankees

Nel baseball i difensori hanno lo scopo di impedire agli avversari di fare punto, per poterlo fare devono eseguire tre out in ogni inning. 
In difesa la disposizione dei giocatori è tale da coprire più terreno di gioco possibile, vengono chiamati interni o infielders i quattro giocatori limitrofi alle basi (tranne il lanciatore e il ricevitore) ed esterni od outfielders i tre giocatori più lontani da casa base.
- lanciatore, L (pitcher)
- ricevitore, R (catcher)
- prima base, 1B (first baseman)
- seconda base, 2B (second baseman)
- terza base, 3B (third baseman)
- interbase, IB (shortstop)
- esterno sinistro, ES (left fielder)
- esterno centro, EC (center fielder)
- esterno destro, ED (right fielder)

## Calcio
Nel calcio il difensore è un giocatore preposto alla fase difensiva della propria squadra ed è schierato, in un determinato modulo insieme ad altri difensori, nell'ultima linea prima della propria porta e quindi anche prima del portiere. Il suo compito è quello di evitare alla squadra avversaria di avvicinarsi alla porta o comunque di fare gol.

## Calcio a 5
Nel calcio a 5 il difensore è quel giocatore che ha compiti prevalentemente di copertura e fase difensiva.

## Football americano
In una partita di football americano si fronteggiano, alternandosi in campo, i difensori contro gli attaccanti delle due squadre avversarie. Mentre l'obiettivo dell'attacco è quello di segnare punti e di conquistare terreno, la difesa (in inglese americano defense) ha come scopo quello di arrestare l'avanzata degli attaccanti e di impossessarsi del pallone. Occasionalmente anche la difesa può segnare punti; questo avviene quando un giocatore difensivo, sottraendo la palla agli avversari, la conduce in touchdown, la ricopre nell'end zone, oppure placca il portatore di palla all'interno della sua end zone (cosiddetta azione di Safety). Gli schemi difensivi di base più utilizzati sono la formazione 3-4 (tre difensori in prima linea, quattro più arretrati e i restanti quattro di rincalzo contro i lanci e le corse) e la 4-3.

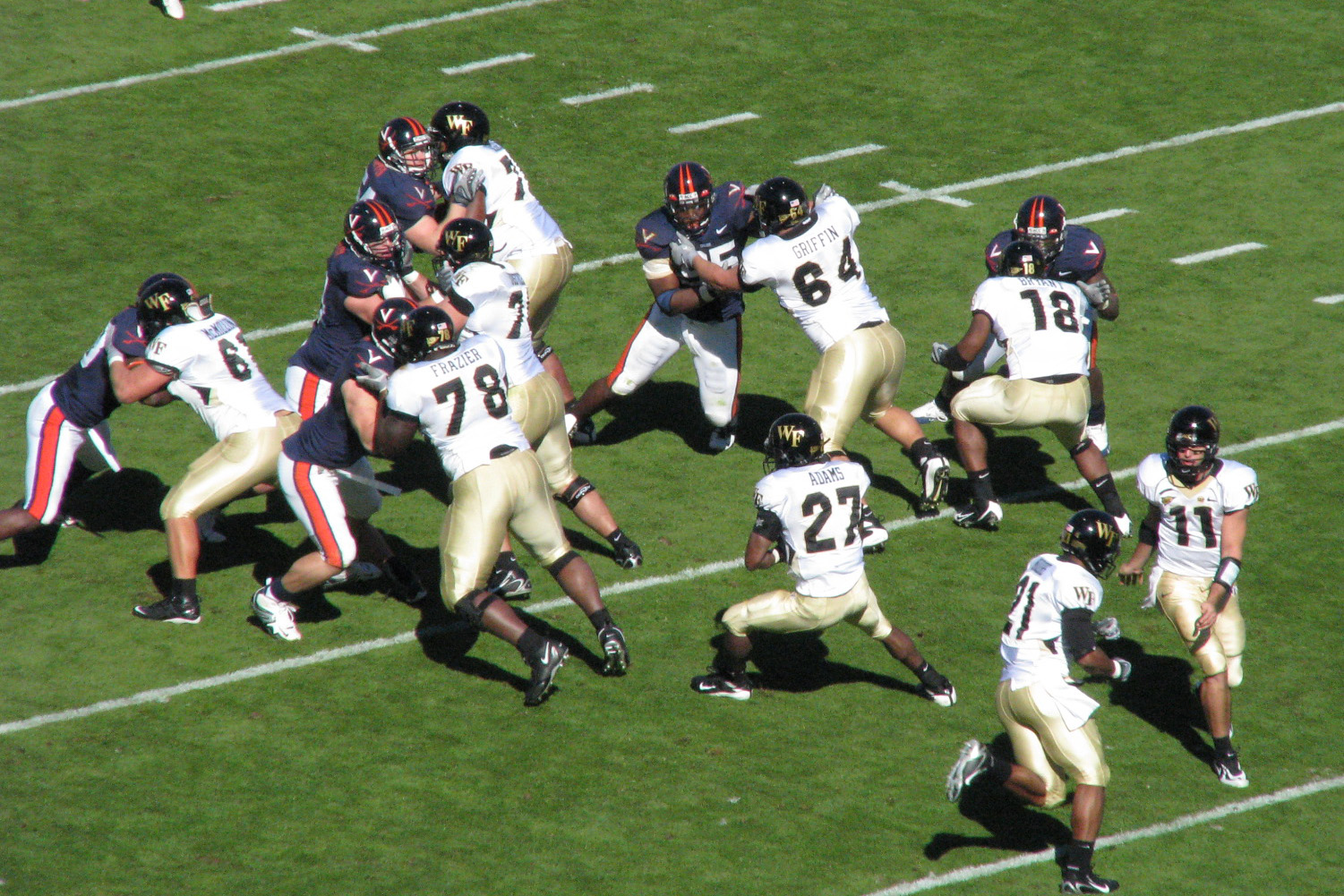
I difensori con divisa blu tentano di arrestare il portatore di palla avversario con la maglia bianca n.27

Ogni giocatore è spiccatamente specializzato nel ricoprire un determinato ruolo in campo; tra i difensori troviamo:
- Defensive end, giocatori che si posizionano alle estremità della prima linea di difesa;
- Defensive tackle, uomini della linea di difesa in posizione interna;
- Nose guard, l'uomo della linea di difesa in posizione centrale;
- Linebacker, posizionati subito dietro alla prima linea di difesa;
- Cornerback, in copertura contro i lanci;
- Safety, costituiscono l'ultima protezione contro i lanci o le corse avversarie.

## Pallanuoto
I difensori sono, dopo il centrovasca, i giocatori più arretrati. Spesso è da loro che viene eseguito il tiro a rete. A loro è assegnato il compito di essere i primi a ripiegare in fase difensiva.

## Pallavolo
Il libero, nella pallavolo, è un giocatore che indossa una divisa di colore diverso da quella degli altri giocatori, mantenendo lo stesso modello.
La rotazione del libero comincia quando la squadra avversaria conquista il punto nel turno di battuta di uno dei due centrali, generalmente, e si conclude con il passaggio del libero dalla seconda alla prima linea, in cui torna in campo il centrale.
In alcuni casi invece il libero può essere utilizzato al cambio dell'opposto.
Alcune squadre utilizzano due liberi: uno per la difesa e uno per la ricezione, che si alternano fra la fine di un'azione e l'inizio di quella successiva.
Generalmente, sono decisamente più bassi dei loro compagni, sono più agili e più propensi degli altri alla corsa veloce.
Non possono effettuare un colpo di attacco nella zona compresa tra la rete e la linea dei 3 metri.